# Jim Brown (fotbalista)
James "Jim" Brown (31. prosince 1908 Kilmarnock – 9. listopadu 1994 Berkeley Heights) byl skotsko-americký fotbalista, křídelní útočník, který reprezentoval Spojené státy americké. Za jejich reprezentační tým odehrál čtyři zápasy a vstřelil jednu branku. Tři z těchto zápasů byli na světovém šampionátu v Uruguayi roku 1930, stejně tak svou jedinou reprezentační branku vstřelil na tomto turnaji, a to v semifinále do sítě Argentiny, kdy v 89. minutě mírnil vysokou porážku svého mužstva (1:6). Avšak protože zápas o třetí místo se tehdy nehrál, stal se on i celý americký tým držitelem bronzové medaile z tohoto historicky prvního mistrovství světa. V roce 1986 byl uveden do Americké fotbalové síně slávy.
V době, kdy byl povolán do amerického národního týmu ještě ani nebyl občanem Spojených států, avšak pravidla mezinárodní federace FIFA nebyla tehdy tak striktní jako později. Brown odešel do Spojených států v roce 1927, aby našel svého otce, který tam odešel již roku 1920. Právě díky otcově občanství mohl být do národního týmu USA nominován.
Na klubové úrovni působil v letech 1928-1932 v tehdy existující American Soccer League (hrál za Newark Skeeters, New York Nationals, New York Giants, New York Soccer Club, Brooklyn Wanderers a Newark Americans). Pak se vrátil do Británie a hrál za Manchester United (1932–1934), Brentford (1934–1936), Tottenham Hotspur (1936–1937) a Guildford City (1937–1941). Po druhé světová válce se vrátil do USA, kde se věnoval trénování mládeže. V letech 1956-1958 pak trénoval klub Elizabeth Falcons v American Soccer League. Jeho syn George Brown se rovněž věnoval evropskému fotbalu a odehrál jeden zápas za americký národní tým.